# Apollonio Aristarcheo
Apollonio Aristarcheo (fl. II secolo a.C.) è stato un grammatico e filosofo greco antico.

## Biografia
Vissuto nel II secolo a.C. fu discepolo di Aristarco di Samotracia e ne seguì il metodo "analogico" nell'analisi della poesia pindarica (da qui il soprannome di "Aristarchei" attribuito ai discepoli di Aristarco) , dal 146 a.C. fu bibliotecario della biblioteca di Alessandria. 

## Opere
Apollonio fu maestro di Dionisio Trace e autore di un commento alla filosofia aristotelica.